# Victor Alcántara
Pour les articles homonymes, voir Alcantara.
Victor Alfonso Alcántara (né le 3 avril 1993 à Santo Domingo en République dominicaine) est un lanceur droitier des Tigers de Détroit de la Ligue majeure de baseball.

## Carrière
Victor Alcántara signe son premier contrat professionnel en juin 2011 pour 174 000 dollars US avec les Angels de Los Angeles. Il commence sa carrière professionnelle dans les ligues mineures en 2012, jouant la première année avec un club affilié des Angels en République dominicaine, puis aux États-Unis dès 2013. Le 3 novembre 2016, les Angels échangent Alcántara aux Tigers de Détroit contre Cameron Maybin, un joueur de champ extérieur.
Alcántara fait ses débuts dans le baseball majeur avec les Tigers de Détroit comme lanceur de relève, lançant une manche sans accorder de point le 5 septembre 2017 face aux Royals de Kansas City.